# Super Multi
Super Multi es un término informal utilizado para describir un tipo de grabador de CD y DVD que escribe CD-R, CD-RW, DVD-R/DVD-RW, DVD+R / DVD+RW y DVD-RAM. Algunos grabadores también son capaces de escribir formatos de discos DVD-R DL y DVD+R DL. 
Este término fue acuñado por LG y ahora es oficialmente protegida por LG. También es utilizado por NEC para algunos de sus productos. LiteOn utiliza el término "Super AllWrite" en lugar, que esencialmente tiene el mismo significado. 
Con unidades Super Multi usted puede no necesariamente grabar:
- Discos DD-CD-R
- Discos DD-CD-RW
- Discos PD
- Discos con autoría DVD-R
- Discos BD-R
- Discos DVD-RW DL
- Discos DVD+RW DL

Por lo general no se soporta HD-BURN o GigaRec. Un sobregrabado puede o no ser posible.
- Datos: Q713862